# Джилл Прайс
Джилл Прайс (англ. Jill Price, уроджена Розенберг; нар. 30 грудня 1965, Нью-Йорк) — американська письменниця з Південної Каліфорнії, у якої діагностували гіпертимезію. Вона була першою людиною, якій поставили такий діагноз, і саме її випадок надихнув на дослідження гіпертимезії. Вона є співавтором книги на цю тему.

## Здібності
Прайс може розповісти про кожен день свого життя, починаючи з чотирнадцятирічного віку. Вона може пригадати різні невиразні моменти свого життя в найдрібніших подробицях. Її стан, який називають гіпертимезією, або «гіпертиметичним синдромом», характеризується надзвичайно сильною автобіографічною пам'яттю.
Її випадок спочатку досліджувала команда Каліфорнійського університету в Ірвайні: Елізабет Паркер; Ларрі Кегілл; і Джеймс Макго. Спочатку анонімно названа «AJ», Прайс була охарактеризована як така, що може згадати кожен день свого життя, починаючи з 14-річного віку: «Починаючи з 5 лютого 1980 року, я пам'ятаю все. Це був вівторок». Перший звіт про дослідження її мозку був опублікований у 2006 році. У 2008 році у співавторстві з Бартом Девісом вона написала книгу «Жінка, яка не може забути», в якій пояснила своє життя, пов'язане з цим захворюванням. Книга дозволила її популярності злетіти на міжнародному рівні, що призвело до попиту на публічні виступи.
Мозок Прайс піддався скануванню, і гіпокамп і префронтальна кора, як повідомлялося, були в нормі. Однак психолог-дослідник Ґері Маркус стверджував, що її мозок нагадував мозок людей з обсесивно-компульсивним розладом (ОКР). Ґрунтуючись на тестах, які він провів над нею, а також на особистих спостереженнях, Маркус припустив, що її незвичайна автобіографічна пам'ять насправді є побічним продуктом нав'язливого ведення щоденників і записів у журналах. Відтоді Прайс гнівно реагує на такі заяви, а Макґау також висловлює скептицизм щодо такого пояснення. У вересні 2012 року Прайс дала своє перше за рік інтерв'ю для документального фільму британського Channel 4 «Хлопчик, який не може забути», в якому розповіла про те, наскільки складним може бути життя людей, які страждають на цю хворобу.
Дослідниця, доктор Джулія Сімнер з факультету психології Единбурзького університету припускає, що її здібності тісно пов'язані з її візуалізацією часу в просторі, що є формою синестезії.
Через свій стан Прайс проживає з батьками — Гаррісоном Харві та Стейсі Прайс.

## Твори
Прайс, Д. і Девіс, Б. 2008, Жінка, яка не може забути: Надзвичайна історія життя з найвидатнішою пам'яттю, відомою науці — мемуари, Free Press, ISBN 1-416-5617-65